# L'Océan vu du cœur
 (juillet 2023).
Pour plus de détails, voir Fiche technique et Distribution.
L'Océan vu du cœur (en anglais : Ocean Seen From the Heart) est un film documentaire canadien réalisé au Québec par Iolande Cadrin-Rossignol et Marie-Dominique Michaud, sorti en 2023. Il est la suite du documentaire La Terre vue du cœur avec Hubert Reeves, sorti en 2018.

## Synopsis
L’océan a longtemps paru inaltérable et inépuisable. Mais l’impact des actions humaines sur la biodiversité et la température de l’écosystème océanique, qui est pourtant à l’origine de tous les autres, est alarmant. Dans L’Océan vu du cœur, Hubert Reeves, entouré de scientifiques, d’explorateurs, ou de simples pêcheurs, fait redécouvrir « sa résilience phénoménale » et ce qui le menace. Pour ce faire, ils mettent toute leur énergie à aider à sa régénération. Lyne Morissette, Frédéric Lenoir, Claire Nouvian, Daniel Pauly, Gilles Bœuf, Siila Watt-Cloutier, Christian Sardet, Chloé Dubois, Jonathan Balcombe, Mario Cyr, Sandra Bessudo, Tamatoa Bambridge, Uapukun Mestokosho entraînent dans l’aventure de la survie de l'espèce humaine comme espèce sur la planète bleue.

## Fiche technique
- Titre français : L'Océan vu du cœur
- Titre anglais : Ocean Seen From the Heart
- Réalisation : Iolande Cadrin-Rossignol, Marie-Dominique Michaud
- Scénario : Iolande Cadrin-Rossignol
- Photographie : Noé Sardet
- Montage : Pierre Tremblay
- Musique : Fabienne Lucet
- Direction artistique : Eruoma Awashish
- Son : Marco Fania
- Conception sonore : Fabienne Lucet
- Mixage : Michel Laliberté
- Productrices : Marie-Dominique Michaud, Chantale Pagé
- Société de production : Jane Losa Films
- Société de distribution : Maison 4:3
- Pays d'origine :  Canada
- Langues : Français, anglais
- Sous-titres : Français
- Durée : 96 min
- Sortie :
  - Québec 2023
  - France 2023

## Distribution
- Hubert Reeves
- Frédéric Lenoir
- Gilles Boeuf
- Mario Cyr
- Lyne Morissette
- Jonathan Balcombe
- Christian Sardet
- Sandra Bessudo
- Daniel Pauly
- Claire Nouvian
- Chloé Dubois
- Sheila Watt-Cloutier
- Valérie Cabanes
- Uapukun Mestokosho
- Tamatoa Bambridge
- Éric Pedupede
- Hinano Murphy
- Patrick Rochette
- Laetitia Hédouin